# コソボの歴史
コソボの歴史（コソボのれきし）では、バルカン半島にあるコソボ地域の歴史について述べる。
バルカン半島のコソボは古くはダルダニア（en:Dardania）と呼ばれ、紀元1世紀からはローマ帝国の属州モエシアの一部となった。700年ごろから1455年まで、ラシュカ公国などの中世のセルビア人国家の統治下となったが、1455年にオスマン帝国に征服されその一部となった。オスマン帝国のコソボ州（Kosovo Vilayet）は1875年まで存続したが、その領域は現在のコソボとは大きく異なっている。コソボは1912年にセルビアの一部となり、セルビアは1918年にユーゴスラビア王国を結成した。1963年、ヨシップ・ブロズ・ティトーの命令により、ユーゴスラビア社会主義連邦共和国・セルビア社会主義共和国の枠内でコソボは自治権を獲得したが、1990年代のユーゴスラビア崩壊に伴い、2006年に独立したセルビア共和国の一部となった。2008年2月17日、コソボは独立を宣言してコソボ共和国を自称し、国際社会の一部から独立国としての承認を受けている。
コソボは、民族主義が勃興した近現代において、セルビア人とアルバニア人の間で激しい争いの的となってきた。そしてセルビア人による初めての統一国家であるセルビア王国の中核的領土であり、また中世に建造された由緒ある聖堂や修道院などが数多く残されていたセルビア正教の聖地でもある（但しこれらの宗教施設の多くはコソボ紛争でイスラム教徒のアルバニア人に破壊されたが、それでもコソボはセルビア正教の聖地であることには変わりない）。さらに1389年にセルビア人がオスマン帝国に敗北したコソボの戦いの地でもある。他方、19世紀にはアルバニア人の民族運動の中核を担った土地であり、プリズレン連盟結成の地であることから、アルバニア人にとっても民族史上重要な意義を持っている。19世紀から20世紀にかけて、コソボの多数派を占めるアルバニア人と、この地では少数派であるセルビア人、コソボを支配してきたセルビアとの間ではたびたび暴力が起こり、両民族の間に強い緊張関係をもたらしてきた。1999年のコソボ紛争では双方に多数の死者が出たほか、50万人のアルバニア人が難民となって域外に脱出した。紛争が終わりアルバニア人が故郷に帰還すると、セルビア人は報復にさらされ、多数がコソボを脱出、その多くが帰郷を果たせずにいる。

## 古代

古代のバルカン

紀元前3世紀から紀元前1世紀ごろのダルダニア王国

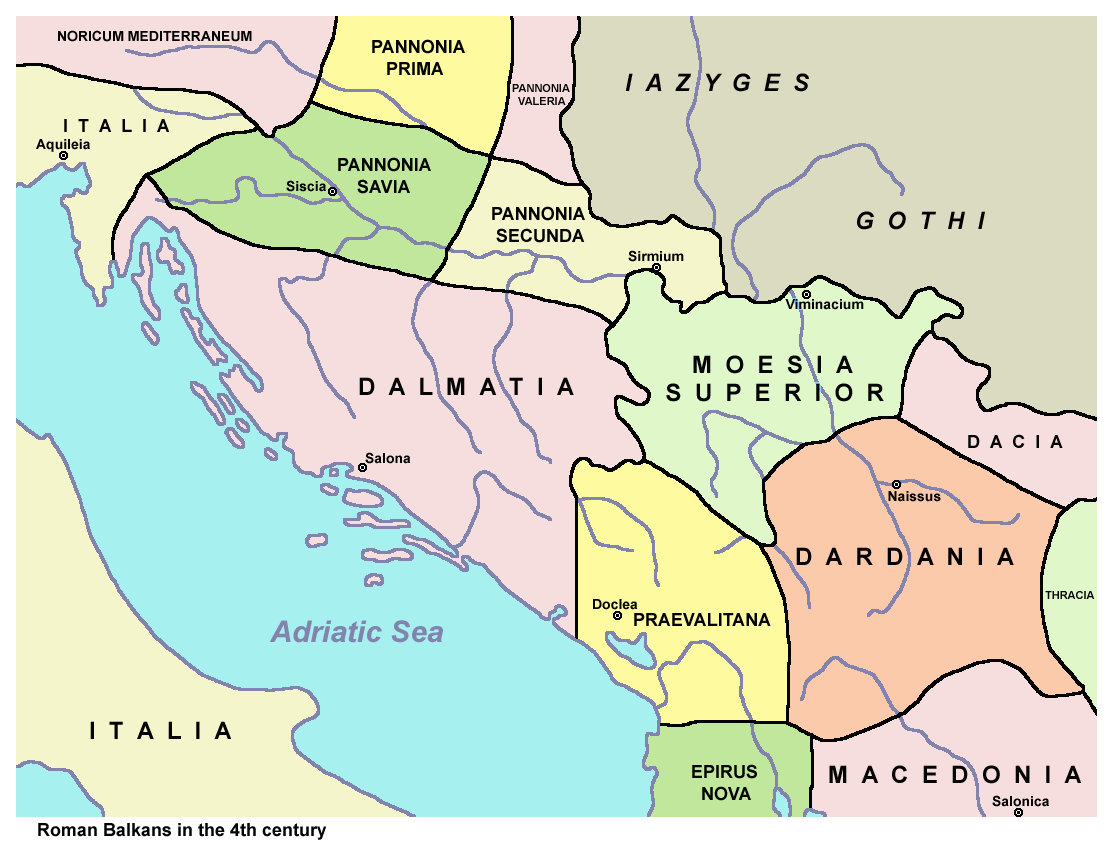
4世紀のローマ属州ダルダニア

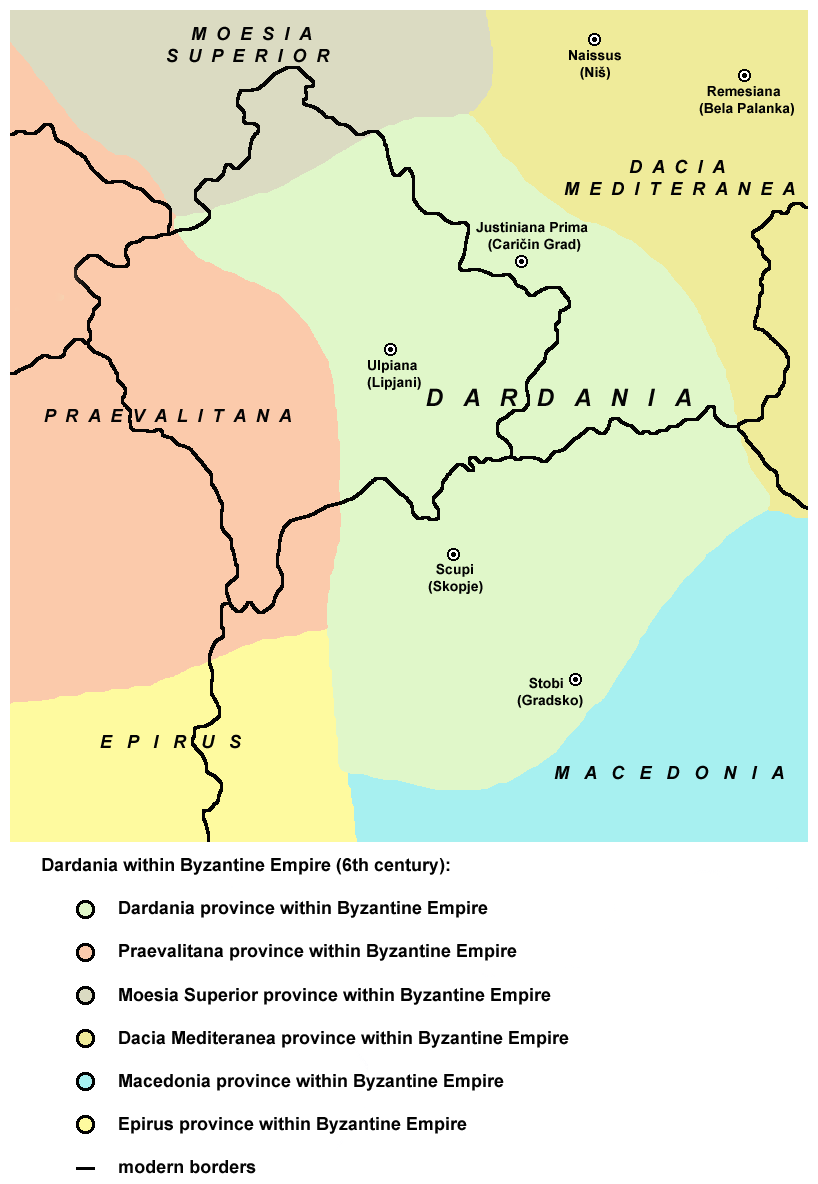
6世紀のビザンティン帝国の属州ダルダニア

バルカン半島一帯には、中期旧石器時代からネアンデルタール人の居住が確認されている。現在のコソボにあたる地域は、新石器時代にはドナウ川沿いに発展したヴィンチャ文化（Vinča culture）の地域に含まれる。青銅器時代は紀元前20世紀ごろから始まり、鉄器時代は紀元前13世紀ごろから始まる。青銅器時代および鉄器時代の墳墓はメトヒヤ地域でのみ見つかり、狭義のコソボ（東部コソボ）では見つかっていない。
この地域は紀元前4世紀にはイリュリア王国の一部となり、トラキアとの境界となった。このとき、トラキア・イリュリア人（Thraco-Illyrian）の部族ダルダニア人（Dardani）や、トラキア人の部族トリバッリ（Triballi）が居住していた。イリュリアは紀元前160年代にローマ帝国により征服され、紀元前59世紀にローマ属州イリュリクムとなった。コソボ地域は紀元87年に上モエシアの一部となった（モエシアとダルマチアに分断されたとする見方もあり、複数の考古学的証拠によって支持されている。上モエシアは284年以降、ディオクレティアヌスによってより小さな属州へと再編され、ダルダニア、第1モエシア、ダキア・リペンシス、ダキア・メディテラネウムに分割された。ダルダニアの首都はナイッススとなった。ローマのダルダニア属州にはコソボ東部が含まれ、他方でコソボ西部はドクレアを首都とするプレヴァリタナ属州の一部となった。395年のローマ帝国の東西分割では、この地域は東側の一部となった。
527年に東ローマ帝国の支配者となったユスティニアヌス1世は、東ローマの領域をかつてのローマ帝国の領域にまで再拡大し、コソボは再びローマ帝国の支配下となった。ユスティニアヌスはラテン語を母語としていたこと、ラテン語の話されている西ヨーロッパの諸地域を帝国の範疇に収めたことから、しばしば「最後のローマ皇帝」と呼ばれる。
5世紀からゴート族やフン族などがバルカン半島に侵入した。また、スラヴ人は6世紀から7世紀にかけてこの地に到達した。7世紀には、パンノニア平原を支配していたアヴァール可汗国から、クベル（Kuber）に率いられたブルガール人の一団が侵入した。この地域は850年代に再び東ローマ帝国に吸収された。

## 中世（839年 - 1455年）

シメオン1世の時代のブルガリア帝国の領域。10世紀、コソボはブルガリア帝国の一部であった

### 第一次ブルガリア帝国の盛衰と東ローマ帝国の統治
この地域はプレシアン・ハーン（在位836年 - 852年）によって、第一次ブルガリア帝国の一部となった。864年にブルガリア皇帝ボリス1世がキリスト教を受け入れ、ブルガリアのキリスト教化が進められると、その領内には多くの聖堂や修道院が建てられた。ブルガリアの半世紀にわたる東ローマとの闘争の中で1018年に東ローマに征服されるまでの間、150年にわたってコソボはブルガリアの統治下にあった。10世紀の東ローマ皇帝コンスタンティノス7世によるDe Administrando Imperioによると、コソボ北西部はセルビア人が居住しており、コソボはブルガリア人の領土であったとしている。
その後、バシレイオス2世によって再びコソボは東ローマの統治下となった。東ローマ支配下では地方行政制度としてセマ制が導入され、この地域の多くはセマ・セルビアに編入された。
1040年から1041年にかけてのペタル・デリャンの蜂起によって、コソボは短い間解放され、1072年のゲオルギ・ヴォイテフの蜂起では、コンスタンティン・ボディン（ペタル3世）はプリズレンでブルガリア皇帝を宣言し、スコピエまで行軍した。

### セルビア人国家の隆盛
コソボは12世紀後半から次第にセルビア人国家の一部となっていった。13世紀、イヴァン・アセン2世（在位1218年 - 1241年）の下で第二次ブルガリア帝国が勢力を拡大し、コソボの大部分が一時的にブルガリアの領域の一部となったが、その死後はブルガリアの支配はコソボには及ばなくなった。その後、有力なセルビア人国家であったラシュカ公国の支配下に入り、1346年から1371年までセルビア帝国の一部となった。1389年のコソボの戦いでは、セルビア大公ラザル・フレベリャノヴィチはオスマン帝国の軍に敗れ、1455年、最終的にコソボはオスマン帝国の支配下となった。

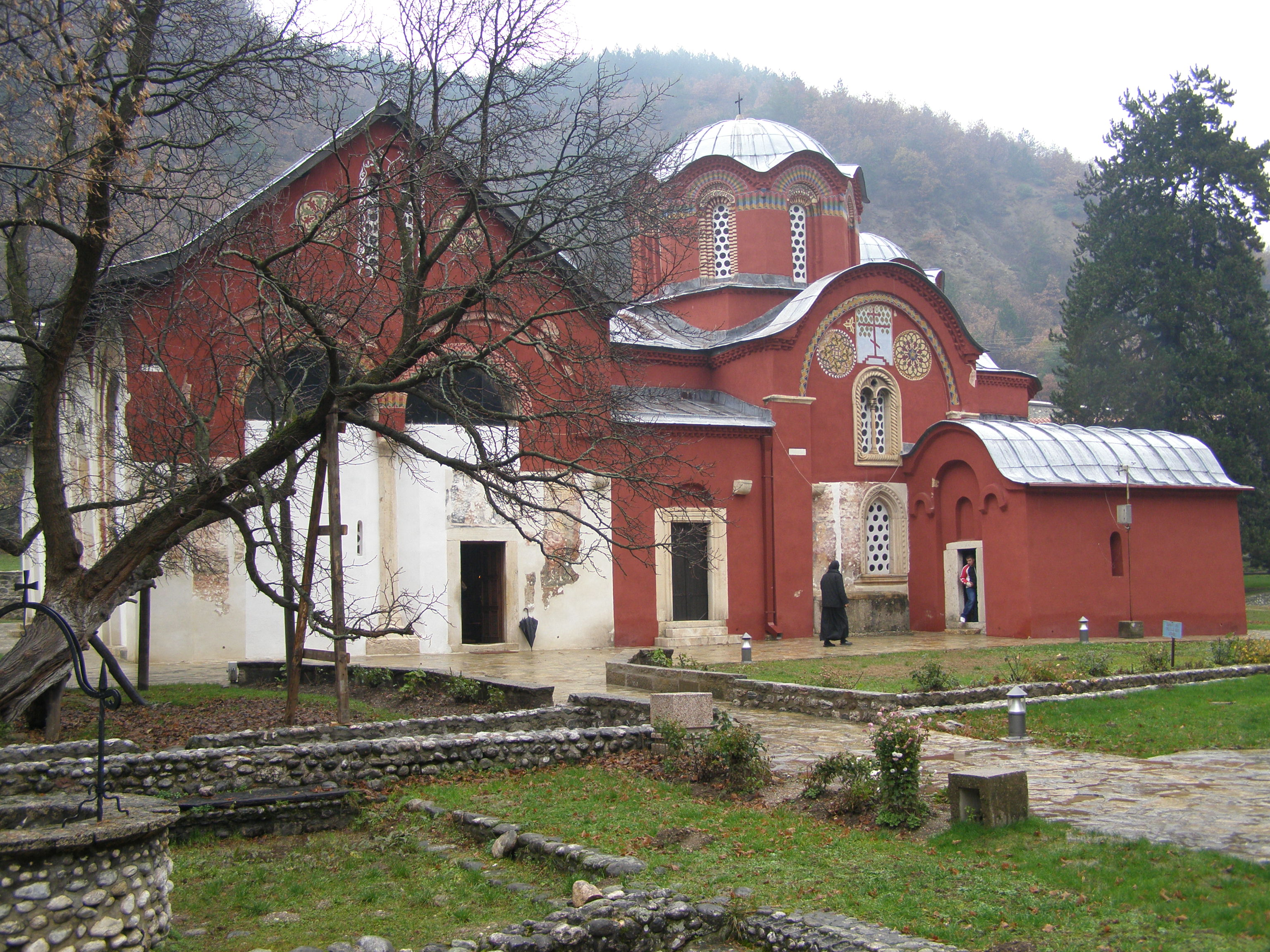
UNESCOの世界遺産にも登録されているペーチ総主教修道院は、ネマニッチ朝セルビア時代の代表的な宗教建造物の一つである。

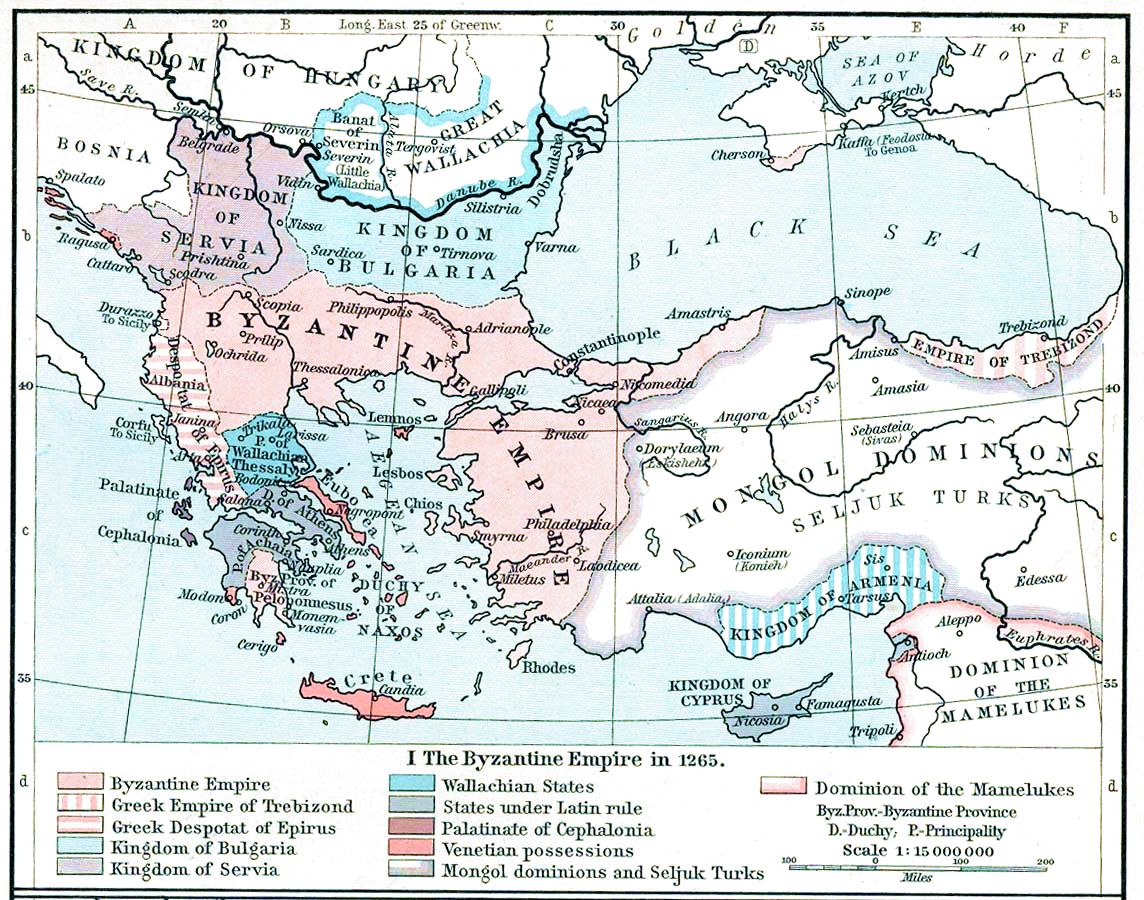
1265年のバルカン半島の地図。コソボの大部分はセルビア王国の支配下であった。

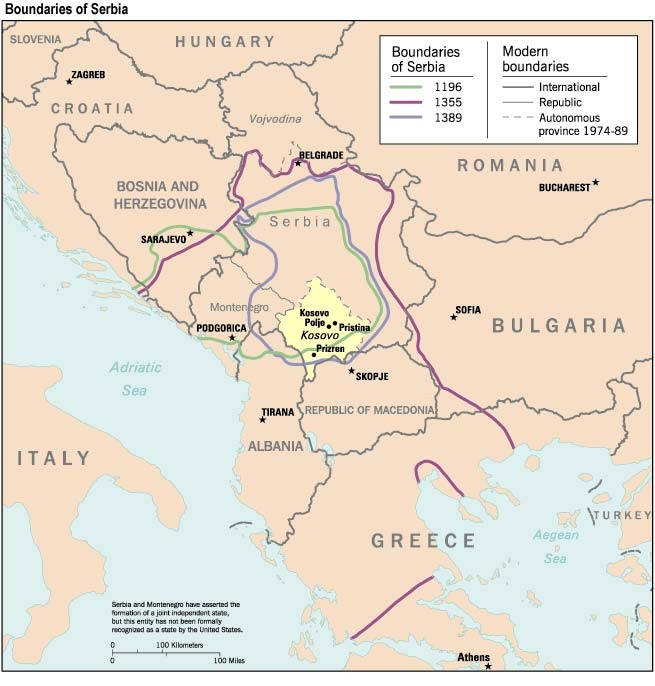
中世セルビアの領域の変遷。"Kosovo: History of a Balkan Hot Spot" (1998) より。

12世紀までのセルビアは統一された国家ではなく、複数の独立勢力が割拠する状態であり、中でもラシュカ公国とドゥクリャ公国が最も大きな力を持っていた。1180年代、ラシュカ公国の大公となったステファン・ネマニャがドゥクリャとコソボの一部の支配権を獲得した。ステファン・ネマニャの後継者であるステファン・プルヴォヴェンチャニは1216年にコソボの残された部分の統治権を確保し、現在のセルビアおよびモンテネグロに相当する地域の大部分を支配下に収めた。これによってステファンは1217年にホノリウス3世より王の称号を与えられている。また、ステファン・ネマニャの末子はアトス山の修道士となり、後の1219年にセルビア正教会を設立し、その初代大主教サヴァとなった。サヴァはコソボ西部のペーチに大主教座を置いた。
ネマニッチ朝（Nemanjić）の統治下では、数多くのセルビア正教会の聖堂や修道院がセルビアの領域内に建てられた。ネマニッチ朝の支配者らはプリズレンやプリシュティナをその首都とした。今日のコソボ西部（メトヒヤ）では広大な領地が修道院に献じられた。コソボの有名な宗教建築物でコソボの中世建造物群として世界遺産に登録された、ペーチのペーチ総主教修道院やグラチャニツァ（Gračanica）のグラチャニツァ修道院、デチャニのデチャニ修道院などは、いずれもこの時代に造られたものである。
現在のコソボの首都となっているプリシュティナはかつて、ギリシャからアドリア海地方を結ぶ交通の要衝であり、コソボは経済的に重要な土地であった。鉱業も重要な産業であり、ノヴォ・ブルド（Novo Brdo）やヤニェヴォ（Janjevo）には鉱夫のサクソン人入植者や、ドゥブロヴニクの商人の共同体があった。1450年、ノヴォ・ブルドの鉱山では毎年6千キログラムの銀を採掘していた。

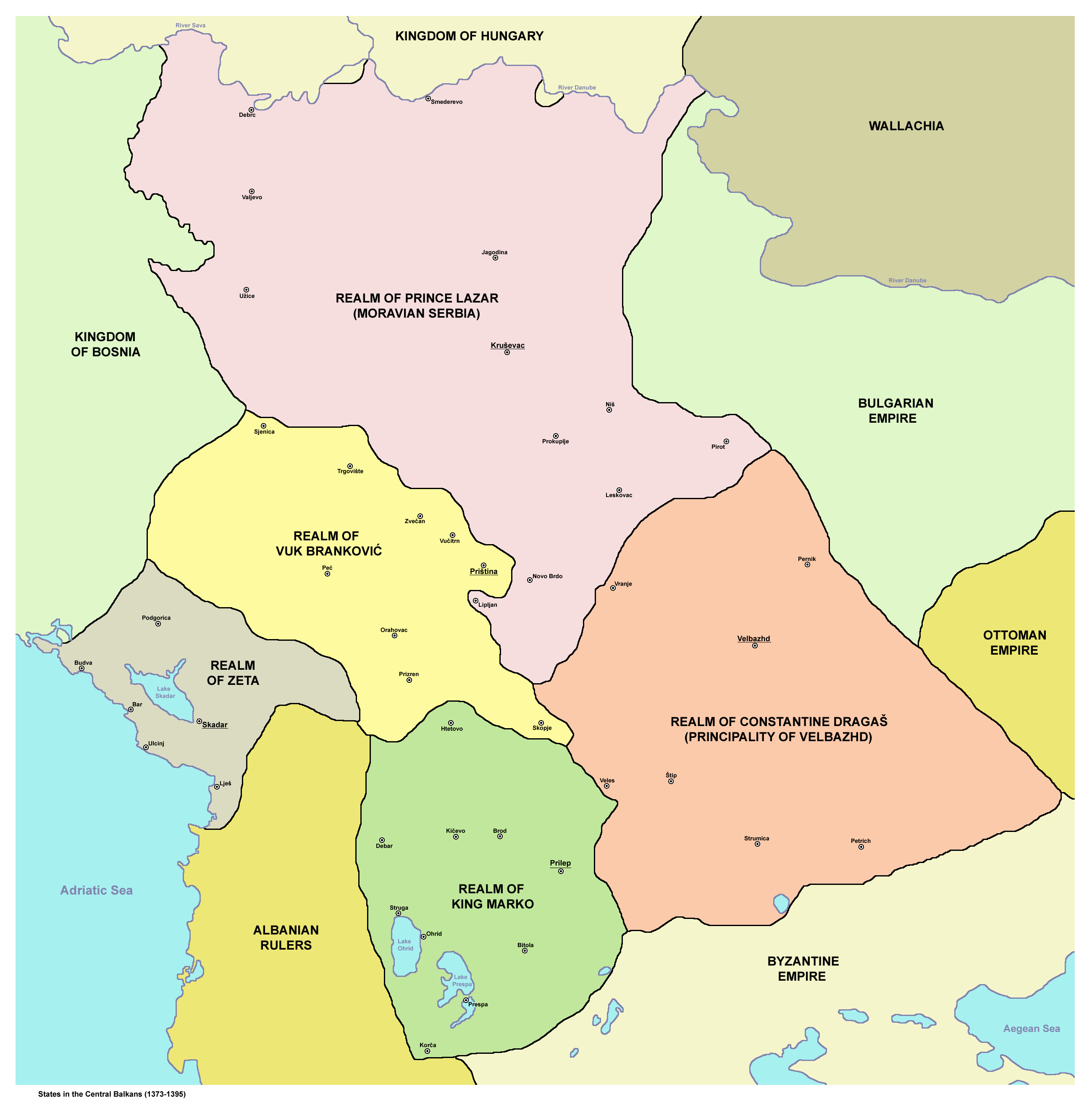
ウロシュ4世死後のセルビア。プリシュティナやプリズレン、ペーチ（ペヤ）などコソボの大部分はヴク・ブランコヴィッチの支配する領域の一部となった。

ネマチッチ朝のセルビア人国家は、ステファン・ウロシュ4世（ステファン・ドゥシャン）の時代に最盛期を迎え、彼は皇帝に即位しセルビア帝国となったが、1355年の皇帝の死後には衰退し、複数の半独立領主による群雄割拠の状態となる。この時、コソボ地域の大部分は、ヴク・ブランコヴィッチ（Vuk Branković）の支配下となった。アナトリアからヨーロッパに侵入し、拡大を続けていたオスマン帝国は、セルビア人国家の分裂の機に乗じて、バルカン中央部への侵攻を始めた。
セルビアの修道院が保存している金印勅書によると、この当時のコソボの民族構成は、セルビア人、アルバニア人、ヴラフ人のほか、一定の規模を持った少数民族としてギリシャ人、アルメニア人、サクソン人、ブルガリア人などであった。勅書に記された名前の多くはスラヴ風の名前であり、この当時のコソボで多数派を占めていたのはスラヴ人であったことを示唆している。同様の事実は後の1455年のオスマン帝国の徴税所の記録（デフテル Defter）にも見ることができ、言語と宗教の記されたこの記録からは当時のコソボではセルビア人が多数派であったことが示されている。中世ヨーロッパの民族意識は流動的なものであり、当時の人々が確固たる特定の民族意識を持っていたとはいえないが、スラヴ人、特にセルビア人の文化的背景を持った人々は当時のコソボでは多数派であったと考えられる。

### コソボの戦い

#### 第一次

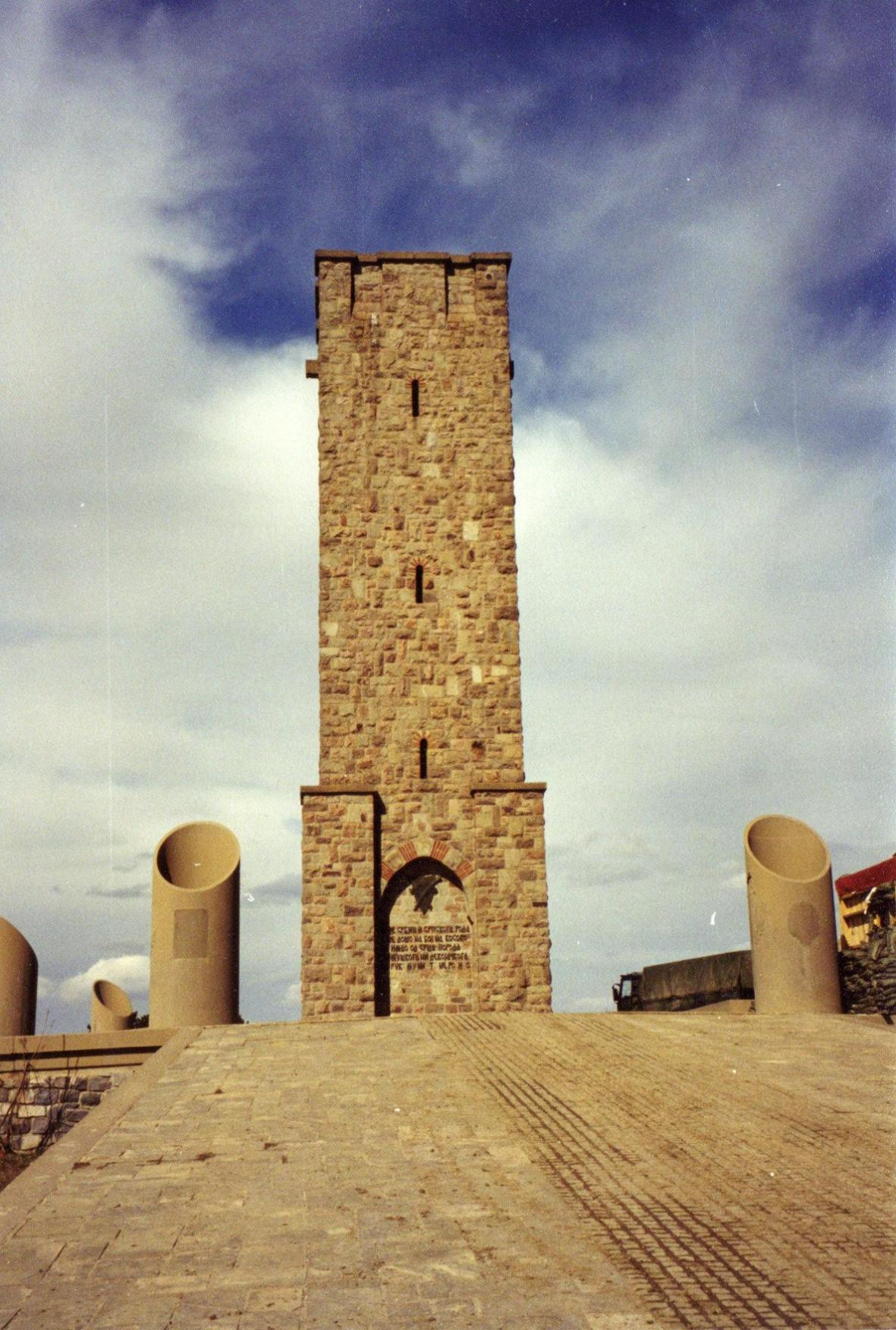
コソヴォ・ポリェの戦場跡にたつ記念碑ガジメスタン

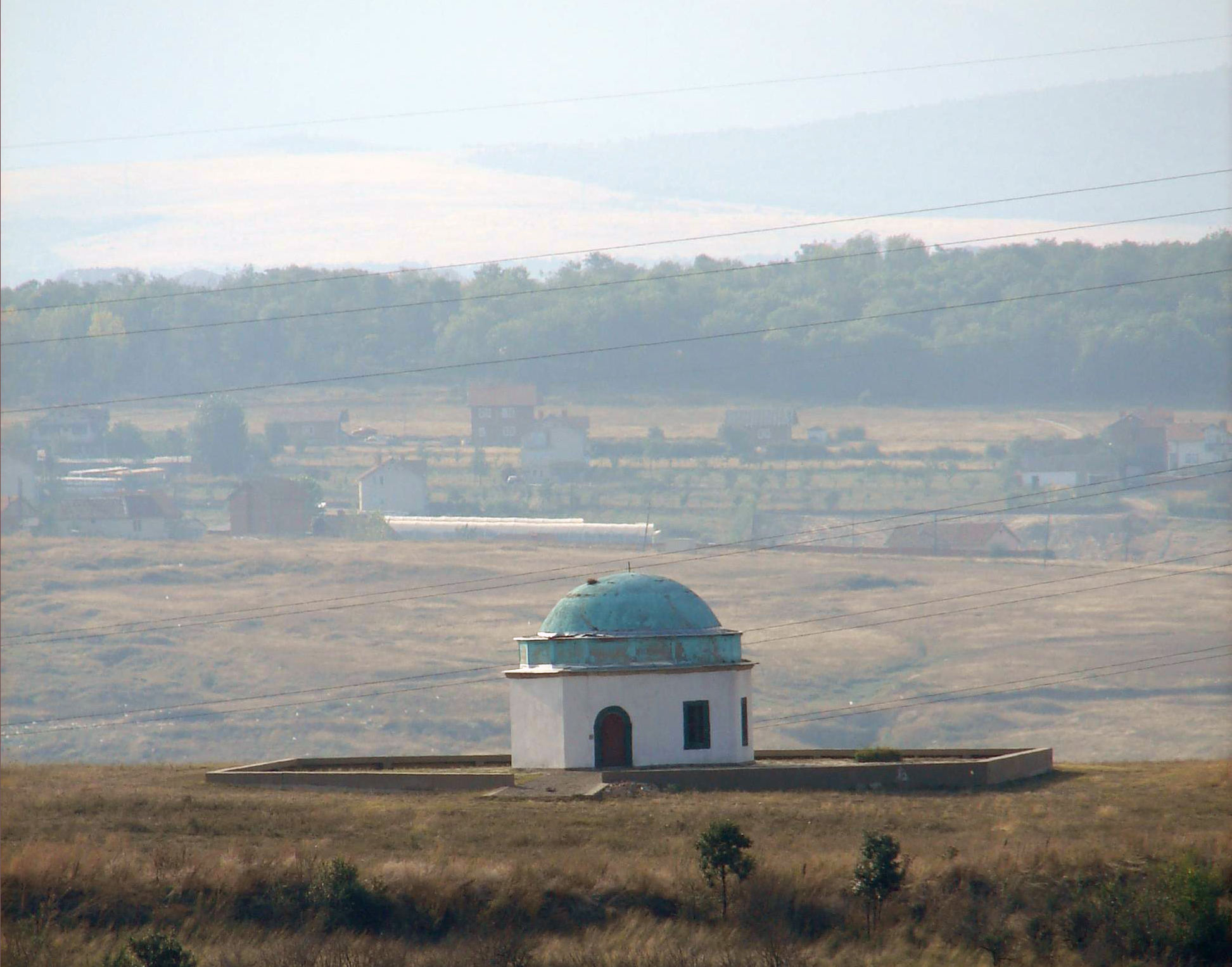
コソボの戦いで死去したムラト1世の墓地

コソボの戦いは1389年6月28日にコソヴォ・ポリェ（Kosovo Polje）の平原にて始まった。一方はラザル・フレベリャノヴィチ大公率いるキリスト教徒の連合軍であり、セルビア人のほかにボスニア人、マジャル人、サクソン人などがいた。他方はスルターンムラト1世率いるオスマン帝国の軍であり、周辺のアナトリアやルメリアの各地から兵士や義勇兵を集めていた。その正確な数を把握するのは困難であるが、オスマン帝国の軍のほうが数の上で優勢であったとみられている。双方の兵力は併せて10万には満たなかったものと考えられる。セルビア側の軍勢は敗北してラザルは死去したが、ムラト1世はミロシュ・オビリッチ（Miloš Obilić）によって殺害された。この戦いは伝説化されセルビア側の大敗であったと伝えられているが、その正確性については議論が分かれている。セルビアはその後も独立を保ち、最終的に敗北しオスマン帝国の配下となる1455年まで、断続的にコソボを支配した。ノヴォ・ブルドの要塞は豊かな銀の産出のために重要であったが、40日間に及ぶオスマン帝国の包囲の後、1455年6月1日にオスマン帝国の手に落ちた。

#### 第二次
1448年10月の第二次コソボの戦いは、2日間に及ぶ戦闘であり、フニャディ・ヤーノシュ率いるハンガリー軍と、ムラト2世率いるオスマン帝国軍の間で行われた。第一次と比べて双方ともより大規模な兵力を有していた。結果はオスマン帝国の勝利に終わり、ハンガリー軍はこの地から放逐された。この戦いでのオスマン軍の損失は、その後のオスマン帝国に対する抵抗運動を利したものの、決定的にはならなかった。フニャディはその後、死ぬまでハンガリーをオスマン帝国から守り抜いた。
ヴク・ブランコヴィッチの息子でコソボを支配したジュラジ・ブランコヴィッチ（Đurađ Branković）は、フニャディの側についてこの戦いに加わった。この戦いではオスマン帝国に対して敗北を喫したものの、その後もハンガリーとオスマン帝国との間の緩衝地帯として彼の公国は暫く存続した。しかし、1459年にはその跡を継いだ息子ラザル・ブランコヴィッチ（Lazar Branković）はメフメト2世の軍門に降り、ブランコヴィッチ家の公国はオスマン帝国の支配下となった。

#### 影響
第一次、第二次のコソボの戦いは、キリスト教諸国によるオスマン帝国の侵攻に対する抵抗の重要な局面であった。第一次の戦いではセルビア人による抵抗を終わらせ、これによってセルビア人の間ではコソボの戦いは、セルビア人民族的悲劇を象徴するものとして伝説化され、英雄主義や逆境の中での戦いを賞賛するものとなった。
フニャディは第二次の戦いに敗れたものの、その後のハンガリー王国防衛で成果を挙げている。同時期の人物でアルバニアをオスマン帝国から守ったスカンデルベグや、ワラキアを守ったヴラド3世ツェペシュ（ドラキュラ公）とともに、オスマン帝国の侵攻を食い止めた英雄とみなされており、彼らの抵抗によってオーストリアやイタリアはオスマン帝国の拡大を食い止めるための準備の時間を得たと評されている。

## オスマン帝国時代（1455年 - 1912年）

### 初期オスマン時代

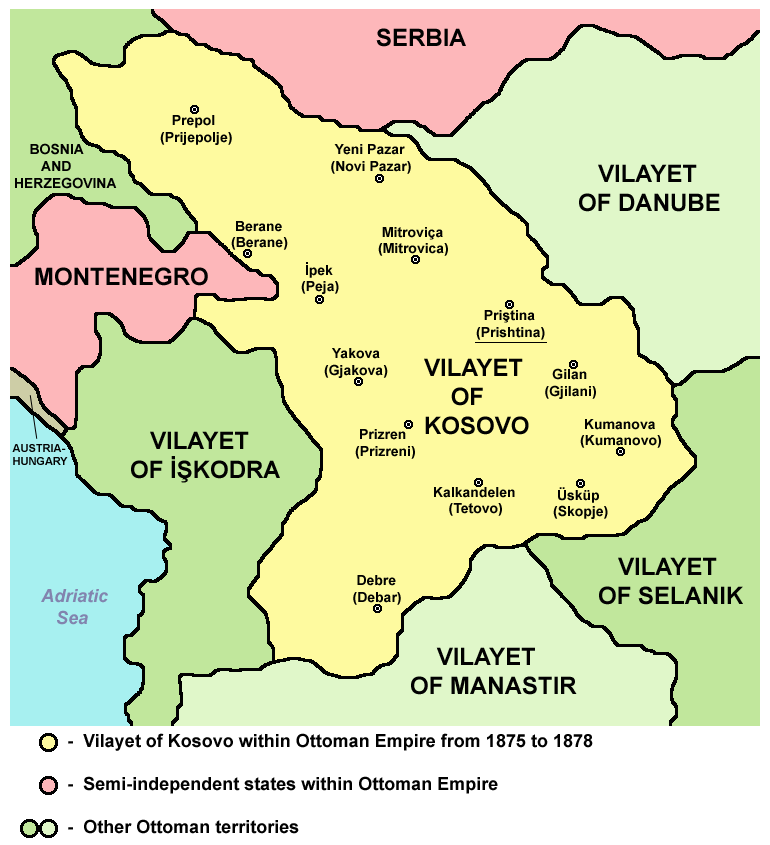
オスマン帝国のコソボ州（Vilayet of Kosovo）、1875年 - 1878年

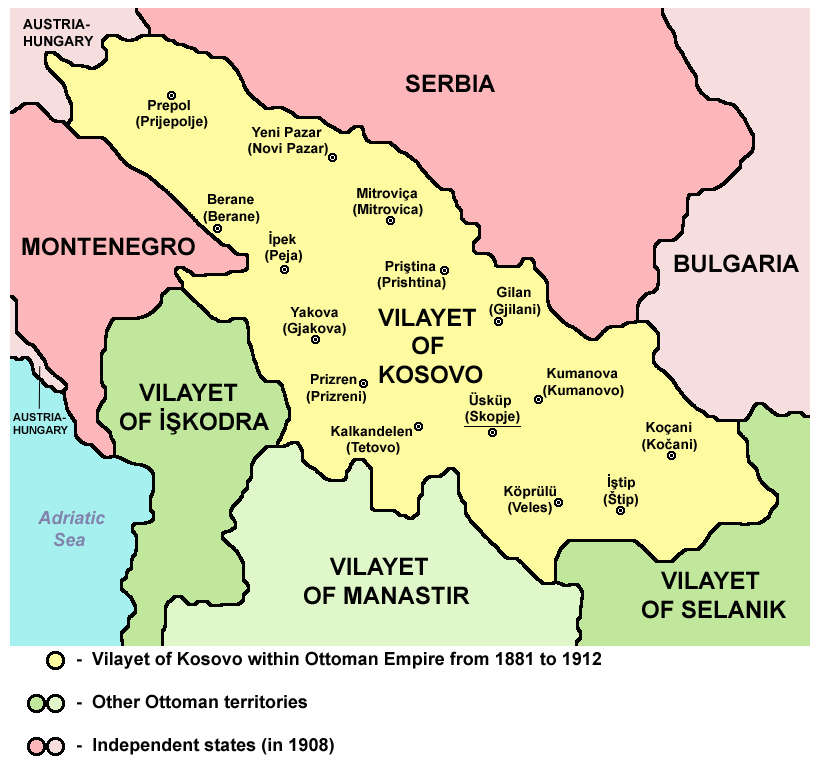
オスマン帝国のコソボ州（Vilayet of Kosovo）、1881年 - 1912年

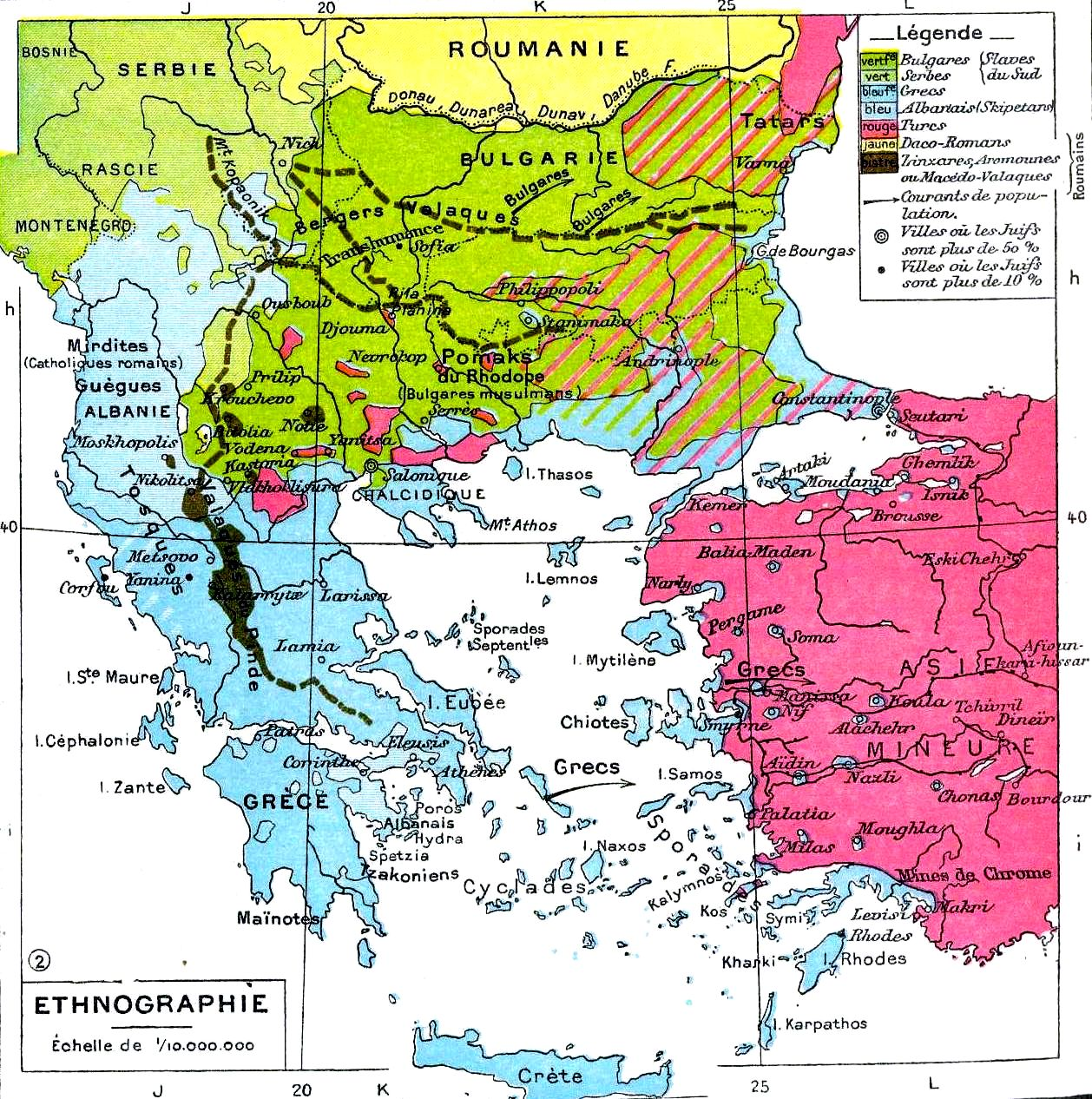
バルカン半島とアナトリア西部の民族分布図、1898年

オスマン帝国はこの地域にイスラム教を持ち込み、また後に帝国の行政区分の一つとしてコソボ州（Vilayet of Kosovo）を導入した。オスマン帝国による統治はおよそ500年に及んだ。この時代、多くのスラヴ人がイスラム教を受容し、帝国に仕えた。
その後オスマン帝国によるこの地域の統治は長く続いた。この間、コソボ地域には、複数のサンジャク（県）（sanjak）と呼ばれる行政区画が置かれ、それぞれサンジャクベイによって統治された。ムスリム主導の統治ではあったが、キリスト教徒はその後もこの地域に住み続けることができ、時には帝国の統治下で更なる発展を見ることもあった。オスマン帝国による支配が始まった直後にはイスラム化が進められたが、その多くは都市部に集中していた。ムスリムには異教徒よりも高度な権利が与えられており、イスラムへの改宗の主たる理由は経済的、社会的なものであった。キリスト教徒の宗教活動はその後も続けられ、教会の活動も容認されていたが、正教会もカトリック教会も高い税を課せられていた。
アルバニア人の多くはイスラム教を受容した一方、セルビア人の間では改宗者は少数に留まった。オスマン帝国は16世紀中ごろに最盛期を迎えたが、その後オーストリアなどとの戦争によって疲弊し、帝国の財政が悪化すると、住民に対する課税が強化され、反発を生じるようになっていった。

### 大トルコ戦争
コソボは1683年から1699年までの間、セルビア人の支援の下、一時的にオーストリアの支配下に置かれたが、その後まもなく敗退し、撤退していった。オーストリアは、オスマン帝国からセルビアを解放するのと引き換えに、セルビアにローマ・カトリックを持ち込もうとしていたことから、セルビア人との間に不和が生じていた。オーストリア撤退後もセルビア人はオスマン帝国に対する反乱を続けたが、1690年代にはオスマン帝国によって反乱は鎮められた。過去に明らかな生命の危険から逃れたことのある、セルビア正教会・ペーチ総主教のアルセニイェ3世（Arsenije III）は1690年、3万7千家族の人々を引き連れてコソボを脱出した。脱出した人々お多くはセルビア人であり、コソボが再びオスマン帝国の支配下に服する情勢の中、セルビア人に対する帝国の報復を恐れてのことであった。この頃から、報復を恐れたセルビア人が大規模に脱出したコソボには、イスラム教徒のアルバニア人が移住してくるようになった。オスマン帝国による締め付けによる、正教徒のコソボからの集団脱出は18世紀にも起こっている。正教徒のセルビア人は幾たびにもわたってオスマン帝国からハンガリー領に脱出しているが、彼らは行く先でも差別的な待遇とカトリック化の圧力を受けることとなる。そのため、セルビア人の中にはハンガリー領からオスマン帝国領に逆流する者も少なくなかった。

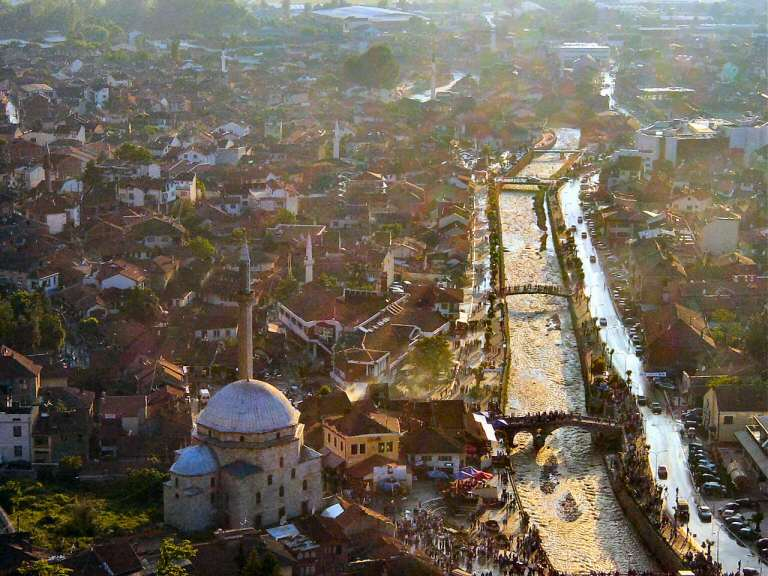
モスクのミナレットが林立するプリズレンの街。オスマン帝国の支配下ではイスラム化が進んだ。

この大トルコ戦争（Great Turkish War、1683年 - 1699年）によってコソボには大規模な破壊がもたらされた。これはセルビアの民族伝説の中心的な話題の一つとなっている。1689年10月、ハプスブルク君主国の辺境伯・バーデンのルートヴィヒが率いる小規模な軍がオスマン帝国に侵入し、ベオグラードに続いてコソボを占領した。多数のセルビア人やアルバニア人がこのオーストリア人たちに忠誠を誓い、その一部はルートヴィヒの軍に合流した。しかしこれは大きな意義をもたらすことはなく、多くのアルバニア人は、オーストリアの侵入に対してオスマン帝国側について戦った。オスマン帝国による大規模な反攻を受けてオーストリア軍はニシュの要塞まで押し戻され、後にベオグラードまで撤退し、ついにはドナウ川以北のオーストリア領にまで押し返された。

### アルバニア人の民族運動
1878年、オスマン帝国に対してアルバニア人の自治を求め、新しくオスマン帝国から独立したセルビアやギリシャなどによるアルバニア人地域の支配に抵抗することを目的としたアルバニア人の組織、プリズレン連盟が結成されたのは、アルバニア人の住む4つの州のうちの1つであるコソボ州のプリズレンでのことであった。1910年、秘密裏に青年トルコ人の支援を受けたと思われるアルバニア人の暴動がプリシュティナで起こり、やがてコソボ州全域へと拡大していった。暴動は3ヶ月に及び、1911年6月にはアルバニア人地域全域での停戦合意のために帝国のスルタンがコソボを訪れた。

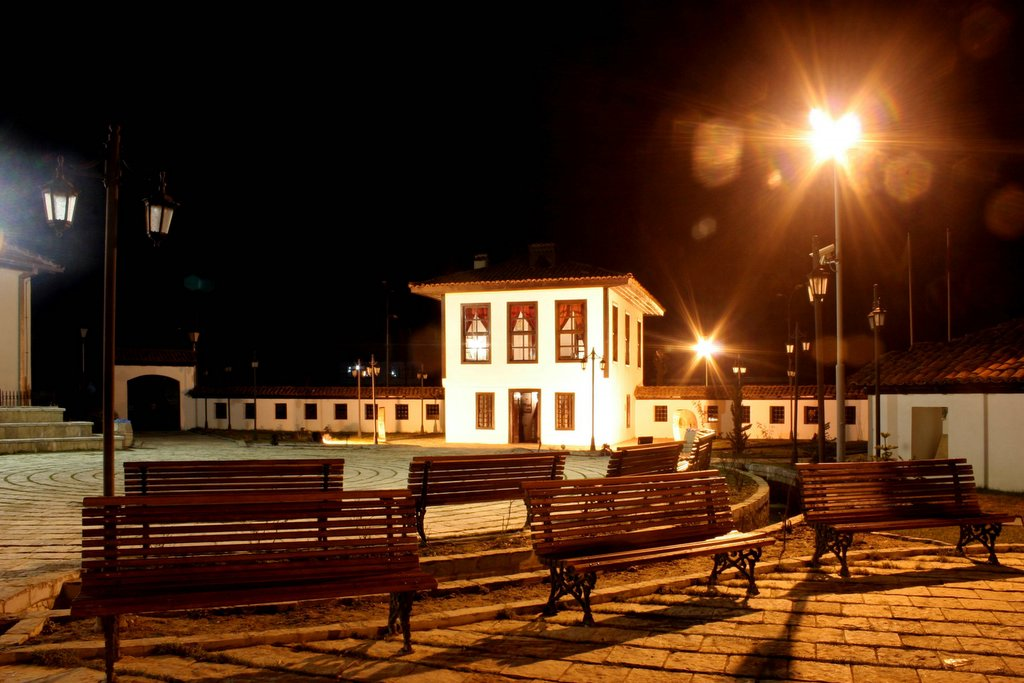
プリズレン連盟の建物。

アルバニア人による民族運動の起こりには、様々な理由があった。アルバニア人による民族復興運動が進められたことのほかに、各種の政治的理由が作用していた。1870年代のオスマン帝国は、急速な弱体化や、新たに独立したスラヴ人の新興国に対する敗北を経験した。1877年から1878年にかけての露土戦争では、セルビア人の軍がコソボ州の北部に侵入し、多くのアルバニア人が居住地を脱出した。加えて、サン・ステファノ条約の調印によってアルバニア人の住むオスマン帝国の土地の一部がセルビア、モンテネグロおよびブルガリアに割譲されると、バルカンに住むアルバニア人には大きな困難が訪れた。
オスマン帝国から独立していったバルカンの新興国によってアルバニア人の居住地域が分割支配されることを恐れるようになったアルバニア人たちは、1878年6月10日にプリズレン連盟を組織した。これは、ベルリン会議によってサン・ステファノ条約の内容が否定される3日前のことであった。連盟は、帝国の領土の保全を望んだスルタンの支援の下に設立されたものの、アルバニア人の指導者らは迅速にこれをアルバニア人の民族運動の組織へと改変し、帝国の政治にも関与するようになっていった。連盟は、イタリアに住むアルバニア人（アルベレシュ Arbëreshë）の支援を受け、宗教的に分断されたアルバニア人たちを統合する働きをした。連盟が続いた3年間の間に、連盟はオスマン帝国の領域内にアルバニア人の自治州を設置することを求め、防衛戦のための軍を設立した。アブデュル・フラシェリ（Abdyl Frashëri）やスレイマン・ヴォクシ（Sulejman Vokshi）らの支援の下、1881年には、ユメル・プリズレニ（Ymer Prizreni）を首班とし、アルバニア自治州を設立するための臨時政府を組織した。しかし、バルカンの新興国や列強諸国、そしてオスマン帝国による軍事的圧力によって、アルバニア人の組織は分断され、プリズレン連盟は解散となった。
コソボではこの他にもアルバニア人の民族運動を担った組織が生まれた。中でも重要なものに、1899年にペヤ / ペーチで結成されたペヤ連盟（League of Peja）があり、これはハジ・ゼカ（Haxhi Zeka）の指導の下、かつてのプリズレン連盟のメンバーたちによって設立され、アルバニア人の自治のためにかつてのプリズレン連盟と同様の役割を担うことを目指すものであった。しかし、ペヤ連盟は1900年にオスマン帝国の軍との軍事衝突によって解体され、ハジ・ゼカはオスマン帝国の当局の支援を受けたセルビアの工作員によって1902年に暗殺された。

### アルバニアの独立とバルカン戦争
20世紀諸島の青年トルコ人の要求は、アルバニア人たちからも強い支持を集めた。アルバニア人たちは帝国内での自らの民族的地位の向上、とくに公的な場や教育でのアルバニア語の使用を認めるよう求めていた。1908年には、2万人のアルバニア人農民が、外国による侵略を阻止すべく武装する一方、その指導者バイラム・ツリ（Bajram Curri）やイサ・ボレティニ（Isa Boletini）らは皇帝に対して憲法の制定と議会の設置を求めた。しかし、青年トルコ人革命の成功は、アルバニア人に対して大きく寄与するものではなかった。こうしたことから、1909年2月にはコソボでアルバニア人による暴動が発生している。同じ年に帝国の政治が一部の寡頭政治家に牛耳られるようになると、状況は一層悪化した。1910年4月には、イドリズ・セフェリ（Idriz Seferi）とイサ・ボレティニは反乱を主導し、オスマン帝国の軍にも多数の死傷者を出したものの、最終的には鎮圧された。

## 20世紀
20世紀のコソボの歴史は、多くの戦乱に血塗られたものであった。

### バルカン戦争

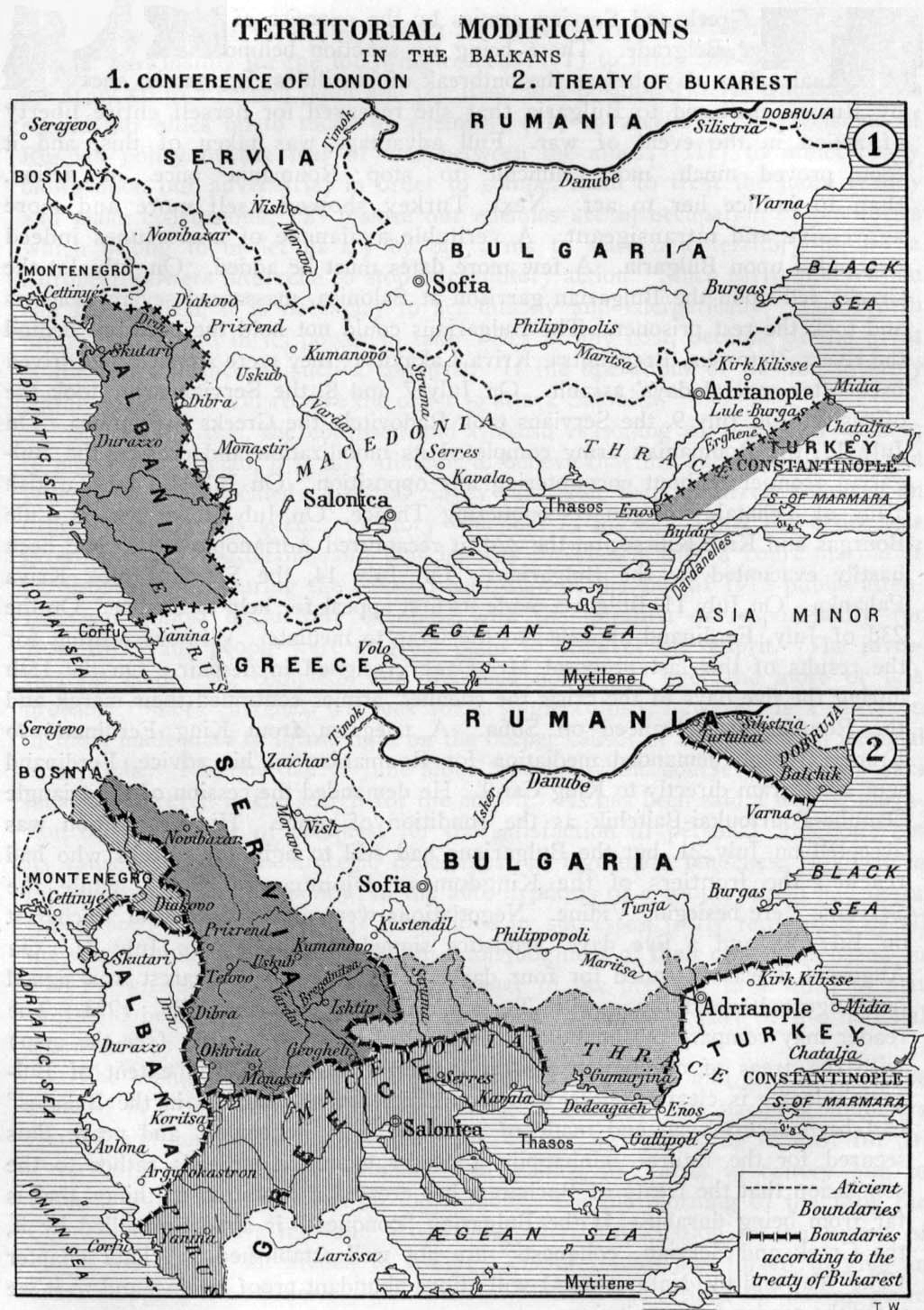
下段の図はバルカン戦争によるオスマン帝国領の分割を示す（着色部分が割譲された領土）。左上の部分、アルバニアの北東に隣接する部分が現在のコソボにあたる。コソボの北西に隣接するサンジャク地方と共に、この一帯はセルビアとモンテネグロの領土となった。

1912年のバルカン戦争では、コソボの大部分はオスマン帝国からセルビア王国の支配下に移った一方、西部のメトヒヤ地方はモンテネグロ王国の支配下となった。ロンドン条約ではアルバニアの独立が認められたが、コソボはその範囲には含まれなかった。支配者の交代に伴ってコソボの人口構成は変化し、セルビア人が増加したものの、1912年の時点ではコソボの人口の75%はアルバニア人であった。セルビアによるコソボの支配を、セルビア人は解放とみなした一方、アルバニア人はこれを残虐な占領であると見ていた。
アルバニア人住民に対する蛮行はレフ・トロツキーによっても報告されており、またLuchの記者にも報じられ、Carnegie Commissionによっても確認されている。

### 第一次世界大戦

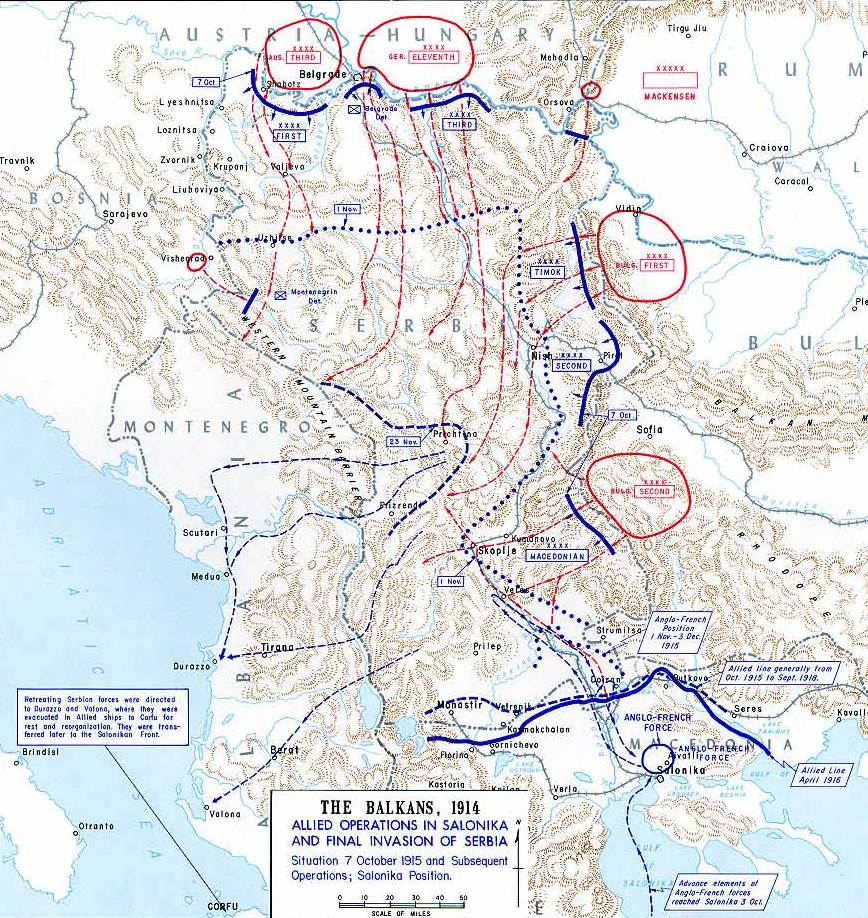
中央同盟国によるセルビア侵攻の図。コソボにはブルガリアなどから中央同盟軍が侵入した。

第一次世界大戦の間、1915年のセルビアと連合国の撤退に続いて、ブルガリアとオーストリア＝ハンガリー帝国に占領された。1918年にセルビアはコソボを再占領し、中央同盟国の勢力をコソボから一掃した。第一次大戦後、セルビア人・クロアチア人・スロベニア人王国が結成されると、セルビア領のコソボ（東部）とモンテネグロ領のメトヒヤは新しい王国の一部となった。
1915年から1919年までの第一次世界大戦の間、セルビア軍はコソボから大規模に撤退した。戦闘での敗北によってセルビア軍は撤退を余儀なくされ、その後にはブルガリア王国とオーストリア＝ハンガリー帝国の軍がコソボを占領した。セルビア軍は同盟国が支配するケルキラ島やテッサロニキへの撤退に際して、数万人の兵士が飢餓や厳しい気候、アルバニア人の攻撃によって死亡した。イタリアやフランスの軍の支援を受け、病気や負傷したセルビア軍は避難地で治療を受けた。治療された兵士らは再び戦闘に戻っていった。
1918年、セルビア軍はコソボから中央同盟国を一掃し、アルバニア人に対して蛮行を働いた。コソボはモンテネグロ領のメトヒヤとともに、1918年12月1日にセルビア人・クロアチア人・スロベニア人王国に編入された。

## 戦間期
1919年から1920年の和平条約によって、新しく結成される南スラヴ人国家の名前は「セルビア人・クロアチア人・スロベニア人王国」とされ、「ユーゴスラビア」と通称された。王国は1千2百万人の人口をかかえ、うち50万人はアルバニア人であった。コソボは4つの郡に分けられ、うちコソボ郡（プリシュティナ郡）、スヴェチャン郡（コソヴスカ・ミトロヴィツァ郡）、南メトヒヤ郡（プリズレン郡）は旧セルビア領、北メトヒヤ郡（ペーチ郡）は旧モンテネグロ領であった。1922年4月26日に地方区分が変更され、コソボはコソボ州（プリシュティナ州）、ラシュカ州（チャチャク州）、ゼタ州（ツェティニェ州）の3つに分割された。1929年、王国はユーゴスラビア王国に再編され、コソボの領域はゼタ州（Zeta Banovina）、モラヴァ州（Morava Banovina）、ヴァルダル州（Vardar Banovina）に分割された。

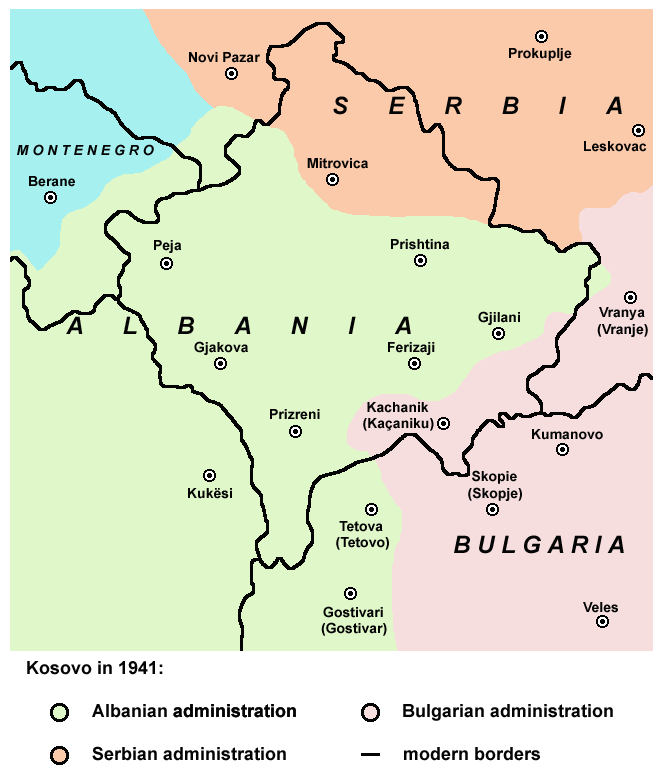
1941年のコソボ。南西の大部分はイタリア占領下のアルバニア王国に併合され、大アルバニアが実現していた

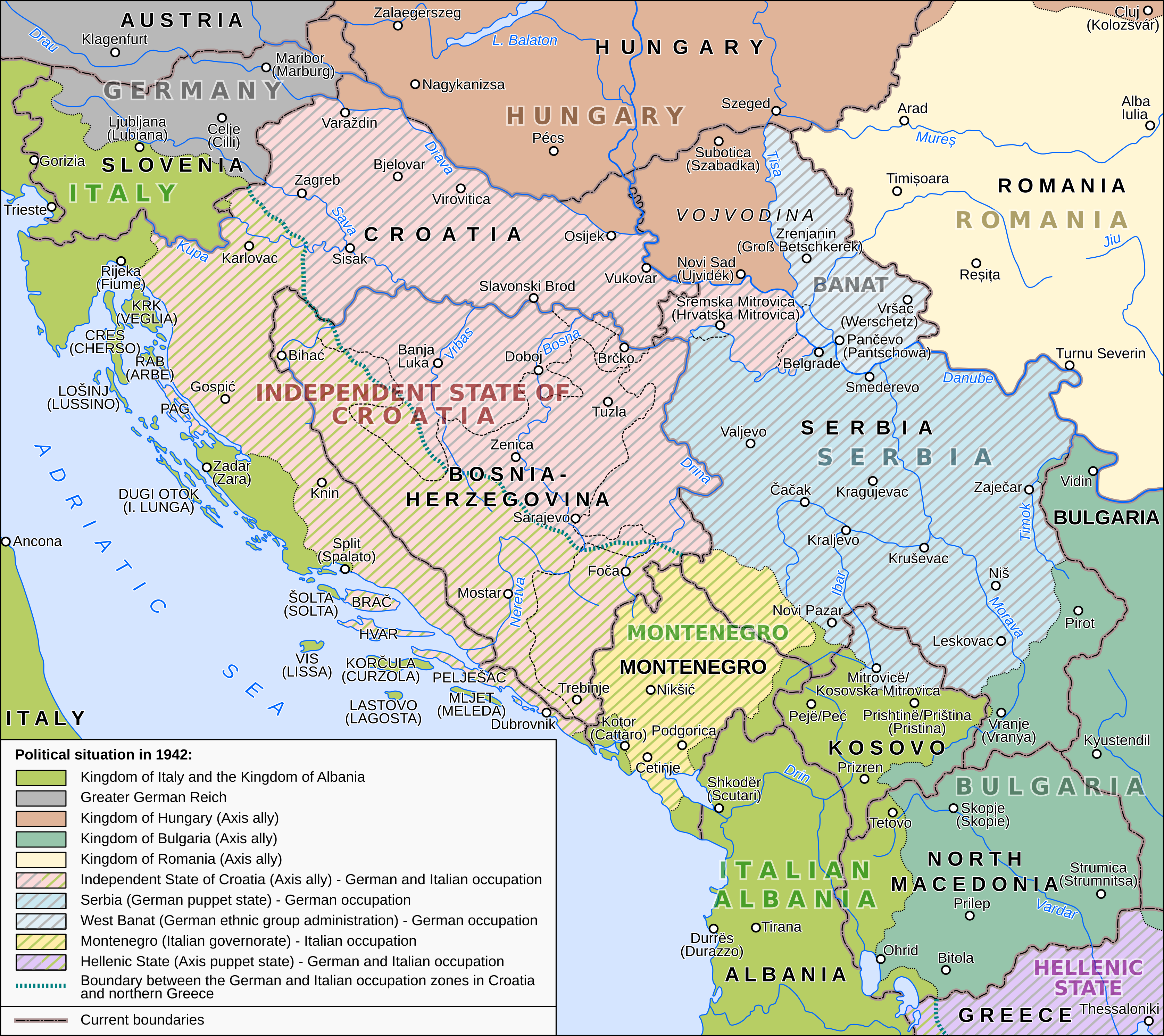
枢軸国によるユーゴスラビア分割。破線と黒の太字は2008年の国境と国名。コソボの大部分はイタリアの傀儡であるアルバニアの一部となった。

1921年、コソボのアルバニア人たちは、国際連盟に対してコソボのアルバニアへの統合を求めた。彼らは、1918年以降、1万2千人のアルバニア人が殺害され、2万2千人が投獄されたと主張している。コソボでは、アルバニアへの統合を求めて武力闘争を展開するカチャク（Kachak）運動が起こった。その結果、コソボのアルバニア人は、セルビア人からはユーゴスラビア憲法に反する民族統一主義運動の担い手とみられた。ノエル・マルコム（Noel Malcolm）などの歴史家たちは、1918年から1941年までの間に、9万人から15万人のアルバニア人やその他のムスリムがコソボを去ったと推定している。
セルビア人の指導者ヴァソ・チュブリロヴィッチ（Vaso Čubrilović）は1937年、ユーゴスラビア国内のアルバニア人問題を解決する覚書を出した。彼の「アルバニア人追放」は、ミシェル・ルー（Michel Roux）などの歴史家たちから20世紀の民族浄化宣伝と見なされている。

### 第二次世界大戦:大アルバニアの一部

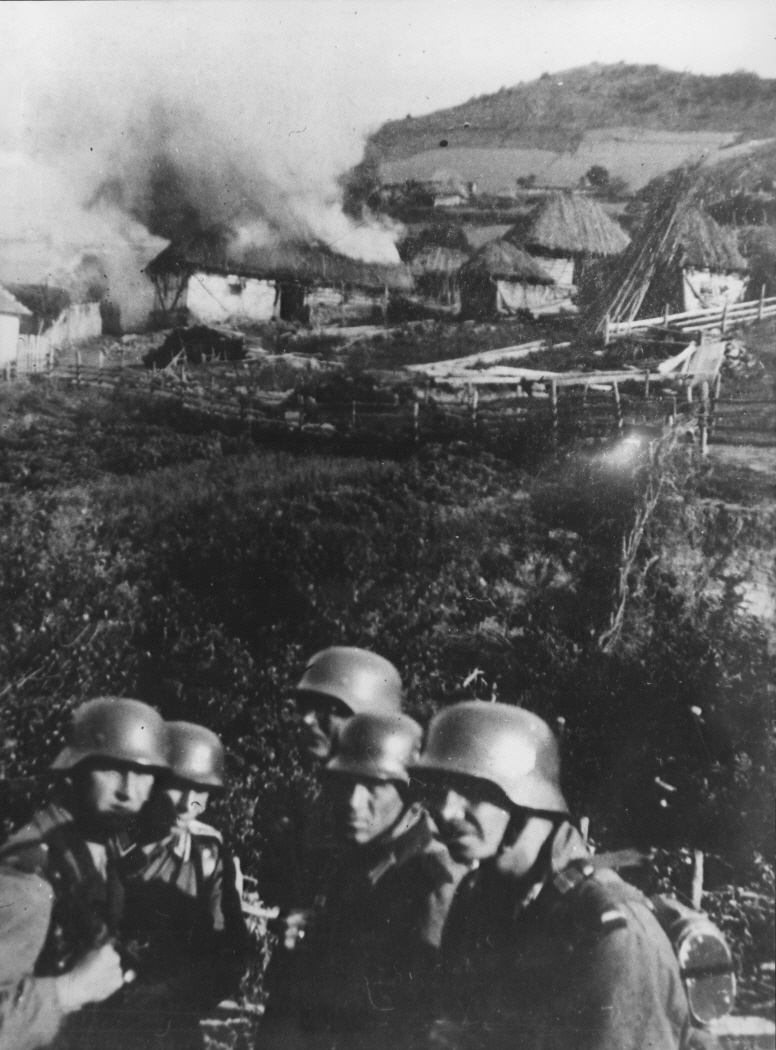
コソヴスカ・ミトロヴィツァ近くでセルビア人の村落を破壊するドイツ軍

第二次世界大戦中の1941年、ユーゴスラビアはイタリアやドイツなどの枢軸国によって侵攻された。コソボの大部分は、イタリアの保護領となっていたアルバニア王国へと編入され、1943年までこの大アルバニアの一部であった。
枢軸国の侵攻によって、コソボの大部分はセルビアから切り離され、イタリア支配下のアルバニアの一部となった。東部の一部地方はブルガリア、あるいはナチス・ドイツの傀儡政権によるセルビアの領土とされた。イタリアはアルバニアの支配権を握っており、アルバニアはブヤン会議によってコソボを自国の一部と定め、域内のセルビア人やモンテネグロ人の追放に着手した。
1943年9月にイタリア王国が降伏すると、ドイツはこの地域の支配権獲得に乗り出した。コソボは1944年の夏にユーゴスラビア・パルチザンによって解放され、ユーゴスラビア民主連邦のセルビア人民共和国の州となった。パルチザンに加わればコソボのアルバニア人の自決権を認めると約束されていたアルバニア人らは、コソボをユーゴスラビア、セルビアの一部としたことに抗議して反乱を起こした。シャバン・ポルザ（Shaban Polluza）に率いられたおよそ2万人のアルバニア人の反乱は、鎮圧されるまでに6箇月を要した

### ユーゴスラビア連邦時代
終戦後、パルチザンの指導者らが打ち立てた社会主義国家・ユーゴスラビア連邦人民共和国の構成国・セルビア人民共和国の内部に、アルバニア人が多数を占める自治州としてコソボ・メトヒヤ自治州が設置された。この時、歴史上で初めて、現在のコソボの境界線が形作られた。州境は、アルバニア人が多数となる地域が自治州に含まれるよう、慎重に選定された。しかし、「コソボ」という名称が指し示す範囲に関してもセルビア人とアルバニア人とでは認識が異なっており、アルバニア人はプレシェヴォ渓谷はコソボに含まれるとする一方、セルビア人はスラヴ人が多数派を形成するマケドニアのスコピエなども伝統的なコソボの領域に含まれると考えていた。ヨシップ・ブロズ・ティトーは自治州の設置を命じたが、自治州は初めのうちは重要な権限を与えられず、象徴的なものにとどまった。自治州が実効的な権限を持ちはじめたのは、ユーゴスラビアの国名がユーゴスラビア社会主義連邦共和国、セルビアの国名がセルビア社会主義共和国へと改称された1953年以降であり、1960年代を通じて次第に自治州の権限は強化されていった。
1974年のユーゴスラビアの憲法改正では、コソボ社会主義自治州の政府は強大な権限を認められるようになった。コソボには独自の大統領と首相、州議会が置かれ、他のユーゴスラビアの構成共和国と同様にユーゴスラビア大統領評議会に1名の代表者を送り、事実上、ユーゴスラビアの構成国と同等の権限を持つようになったが、形式上は依然、セルビア社会主義共和国の一部とされた。こうしたことから、コソボとヴォイヴォディナは実質的に他の構成国同等とされ、セルビア本体から切り離された。
コソボで大きな人口比率を占めるアルバニア人とセルビア人の言語、アルバニア語とセルビア・クロアチア語は共に州の公用語とされた。アルバニア人は、独自にアルバニア語による学校や大学を開くことも認められた。
セルビア人は、民族別に見たユーゴスラビアの国民の中では最大の比率を持っていた反面、セルビアは8つある共和国や自治州のうちの1つに過ぎないという状態が作られ、セルビア人の間では自らの権利が不当に抑制されているとの感情を与えることとなった。他方、コソボはマケドニアなどと並んでユーゴスラビアで最も開発の遅れた地域であり、スロベニアなどの先進地域との経済格差への不満があった。また、コソボが形式上は依然としてセルビアの一部とされ、他の連邦構成国と完全に同等ではなかったことに対しても、コソボのアルバニア人の間では不満があった。

ユーゴスラビア社会主義連邦共和国・セルビア社会主義共和国の内部に設置されたコソボ社会主義自治州の範囲。1974年 - 1990年

1970年代、アルバニア人の民族主義運動は、ユーゴスラビアの枠組みの中で、コソボを完全にセルビアから切り離した独自の共和国とすることを求めるようになり、過激な者は完全独立を主張するようになった。ティトー政権は問題に対して迅速に対処したが、一時的な解決策しか取られなかった。それに加えて、アルバニア人の高い出生率と、セルビア人のコソボ域外への移住によって、コソボの民族別の人口比率も変化していった。20世紀後半の間、アルバニア人の人口は3倍近くにまで増加し、コソボでの人口比率は65%程度から90%近くにまで上昇したのに対し、セルビア人の人口はほとんど横ばいから減少に転じ、コソボでの人口比率は30%程度から10%未満にまで低下した。

1981年3月の初め、アルバニア人の学生らは、コソボをユーゴスラビアの構成共和国へと昇格させることを求めて抗議活動を展開した。抗議活動は暴力的な暴動へと転化し、「6都市で2万人が参加した」といわれている。暴動はユーゴスラビア当局によって厳しく鎮圧された。1980年代の間、民族間の緊張は続き、セルビア人やユーゴスラビアの当局に対する暴力的な襲撃が相次ぎ、セルビア人やその他の少数民族のコソボ域外への流出が進んだ。ユーゴスラビアの指導者らは、民族差別や暴力からの保護を求めるコソボのセルビア人の抗議を黙殺した。1980年代、コソボではセルビア人に対するジェノサイドや組織的な強姦が行われているとの主張もなされたが、人権団体による調査ではこれらの嫌疑は否定され、セルビア人やアルバニア人の移住の主因は経済問題であったとしている:
コソボでの強姦発生率は、セルビア本国よりも低かった。

1986年、セルビア科学芸術アカデミー（SANU）によってある文書が作成され、これは後にセルビア科学芸術アカデミーの覚書（SANU覚書）と呼ばれるようになった。覚書は、セルビアの政治家に対して、現状が危機であり、それによってどのような結果となるかを警告するものであった。これに含まれるある論文では、ユーゴスラビアを非難し、（連邦内で貧しい地域であった）コソボ・メトヒヤの開発に寄与している構成国はセルビアのみであるとした。覚書によると、ユーゴスラビアは民族分断に直面しており、ユーゴスラビア経済の分断は、やがて経済の分離、地域の分離を経て、連邦を緩やかな国家連合へと変えるものだとした。当時、スロボダン・ミロシェヴィッチはこの文書を非難したものの、後にセルビアで権力を拡大していく際には覚書の指摘するセルビア人の不満を利用し、政治目標として掲げていたと見られている。
ミロシェヴィッチは共産主義者同盟の党員の一人として調査のためにコソボに派遣された。ミロシェヴィッチは初期の頃は、セルビア民族主義者とは繋がりを持っていなかった。調査の間、ミロシェヴィッチは不満に耳を傾けることに同意した。ミロシェヴィッチとの会合の間、建物の外には不満を口にするために集まったセルビア人の群集と警察の衝突が始まった。建物の外での衝突の音を聞いたミロシェヴィッチは、激しい衝突の続く表へ出て、「誰もこれ以上殴られることはない」と述べた。この事件は夕方のニュースでも報じられ、無名であったミロシェヴィッチは一躍、コソボ問題の表の顔となった。
民族主義者の支持を得たミロシェヴィッチは、セルビア共産主義者同盟の党内での政治クーデターを決行した。ミロシェヴィッチはセルビア共産主義者同盟の支配権を握り、ミロシェヴィッチを権力の座へと導いたコソボ問題を前面に掲げるようになった。1980年代の末には、危機を叫び連邦の権限強化を主張する声が強まっていった。ミロシェヴィッチは、コソボおよびヴォイヴォディナの自治の停止へと向かっていた。

## 1990年代

### ユーゴスラビア崩壊とコソボ

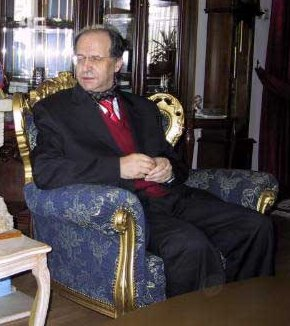
コソボ独立運動の指導者、イブラヒム・ルゴヴァ

1980年代のコソボでは、民族間の関係は悪化の一途を辿った。特に、コソボでは少数派となるセルビア人に対しては、多数派のアルバニア人住民やアルバニア人主導の政府による差別的な待遇が取られていた。ミロシェヴィッチは、このセルビア人らの不満を自身の権力固めのために利用した。1987年、セルビア大統領イヴァン・スタンボリッチ（Ivan Stambolić）は、「セルビア人の苛立ちを沈静化するために」ミロシェヴィッチをコソボに送った。このコソボ訪問でミロシェヴィッチは、アルバニア人との会合を中断し、プリシュティナ郊外で抗議運動をするセルビア人らに合流した。セルビア人の抗議者らは警官によって警棒で押し戻されていたが、ミロシェヴィッチは彼らに対して「誰もお前たちを殴ることは許されない」と述べた。この事件は後に、ミロシェヴィッチの権力掌握への大きな転換点とみなされるようになった。
1989年6月28日、コソボの戦いの600周年を記念し、コソヴォ・ポリェ / フシェ・コソヴァのガジメスタン（Gazimestan）に集まる10万人のセルビア人を前にして行われたミロシェヴィッチの演説は、彼の権力掌握に大きく寄与するものとなった。これ、ミロシェヴィッチはセルビアでの地位を確固たるものにする上で重要な出来事であったと考えられている。
1989年、ミロシェヴィッチは策動や脅迫を用い、セルビアの枠内でのコソボの自治権を大幅に縮小した。その直後からイブラヒム・ルゴヴァを中心とするアルバニア人は、コソボの独立を目指した非暴力の分離運動を展開し、大規模な不服従運動を始めた。アルバニア人らは国家機関や選挙をボイコットし、独自にアルバニア人の学校や政治機関を組織し始めた。1990年7月2日、アルバニア人によって独自に設立された非公式の議会がコソボ共和国の独立を宣言したが、ユーゴスラビア政府や外国の政府からの承認は得られなかった。1992年、この議会は独自に住民投票を実施し、投票率80%、うち98%は独立に賛成との結果を出した（コソボ共和国も参照）。

### コソボ紛争

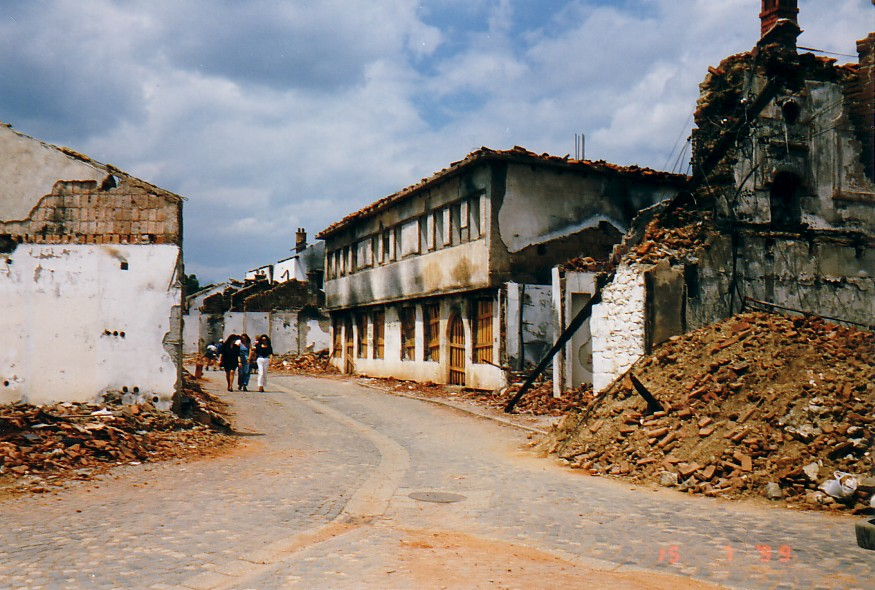
紛争により破壊された建物

1995年のデイトン合意によってボスニア・ヘルツェゴビナ紛争やクロアチア紛争が終結すると、一部のアルバニア人はコソボ解放軍を結成して武装し、セルビアの官憲や民間のセルビア人に対するゲリラ闘争を始めた。コソボ解放軍による暴力と、それに対するセルビア側の報復が続き、やがてコソボ紛争へと発展していった。1998年ごろから西側諸国の関心が高まり、セルビアは西側諸国による停戦合意を受け入れさせられた。リチャード・ホルブルック（Richard Holbrooke）主導による停戦合意の下では、欧州安全保障協力機構（OSCE）のオブザーバーがコソボに入って停戦を監視し、ユーゴスラビア軍はコソボから部分的に撤退するものとされた。しかし、程なくしてコソボ解放軍によって停戦合意は組織的に破られ、セルビア側による激しい報復がもたらされた。1999年1月16日、ラチャク（Reçak / Račak）にて45人のアルバニア人市民のものとされる遺体が発見された。遺体はセルビア軍によって検査された。このラチャクの虐殺と呼ばれる事件は、後のランブイエでの和平交渉の際に大きく取りざたされた。交渉の際、ユーゴスラビアは用意された和平案を拒絶した。ユーゴスラビアが受け入れられなかったのは、コソボのみならずユーゴスラビア全土にNATO軍の出入りを認めさせる条項であり、ユーゴスラビア側はこれをNATOによる自国の軍事占領と見なした。

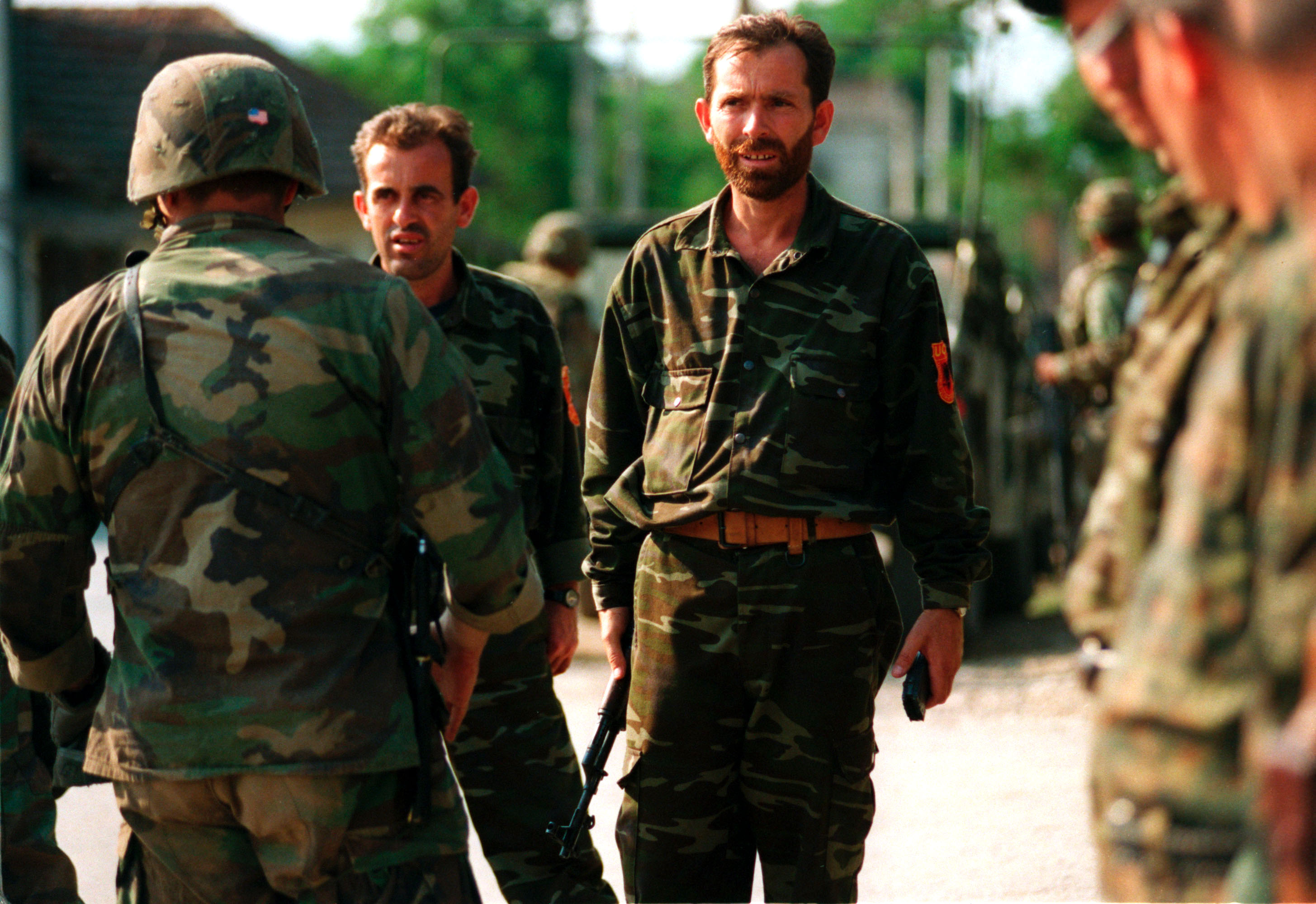
アメリカ軍の兵士（手前）とコソボ解放軍の兵士ら

これをきっかけとして北大西洋条約機構（NATO）による78日間におよぶユーゴスラビア空爆が始まった。初期の頃、その標的はコソボ域内のみであったが、後にユーゴスラビア全土へと拡大され、橋や発電所、工場、放送局、郵便局、病院、民間施設、列車、政府施設などが標的となった。
紛争中、およそ100万人のアルバニア人がコソボ域外への脱出するか追放され、数千人が死亡した（死者数の詳細や民族別の内訳は議論の分かれるところである）。およそ1万から1万2千人のアルバニア人と、3千人のセルビア人が紛争で死亡したと推定されている。3千人程度が行方不明であり、うち2千5百人がアルバニア人、4百人がセルビア人、1百人がロマである。アルバニア人市民に対する最悪の虐殺は、NATOによる空爆後に起こった。ツスカの虐殺、ポドゥイェヴォの虐殺、ヴェリカ・クルシャの虐殺などは、セルビアの軍や警察、あるいは準軍事組織によって引き起こされた虐殺事件である。
紛争はまた多くのコソボの栄光を破壊し、数多くの歴史的建造物もその例外ではなかった。アメリカ合衆国に拠点を置くコソボ文化歴史プロジェクトによってまとめられた報告によると、コソボではセルビア人によってモスクの3分の1が破壊された。この報告によると、このほかにもコソボのアルバニア人に関連する文化的・宗教的建造物は破壊の対象となった。報告はまた、NATOの爆撃による損傷は限定的であったこと、セルビア軍撤退後にセルビア正教会に関連した数多くの遺産がアルバニア人住民によって破壊されたとしている。セルビア文化遺産保護機関の報告によると、セルビア本国にある、25の修道院、34の聖堂、3つのモスク、1つのシナゴーグ、40の市街地建造物、7つの民俗建造物、25の街の広場、13の考古学的遺跡、16の記念碑を含む、160程度の文化遺産がNATOの空爆によって深刻な被害を受けるか、損傷するか、破壊されたとしている。

### 紛争終結後
紛争終結後、国際連合安全保障理事会は決議1244を可決し、コソボを一時的な国際連合の統治機関（国際連合コソボ暫定行政ミッション、UNMIK）の下に置き、NATO主導のKFORが軍事的に駐留することが認められた。コソボ域外に避難していたアルバニア人難民は帰還し、ほぼ同時にセルビア人住民を攻撃し、数万人のセルビア人や、その他の非アルバニア人がコソボを脱出した（避難民の数については異論があり、6万5千人から25万人まである）。脱出した多くのセルビア人は、国際連合コソボ暫定行政ミッション（UNMIK）の保護下であってもなお、故郷への帰還を恐れているが、2006年の時点で、1万6千人のセルビア人がコソボに帰還した。2001年、UNMIKはコソボの憲法的枠組み（Constitutional Framework）を発布し、コソボ議会や大統領、首相などを含む暫定自治政府諸機構（Provisional Institutions of Self-Government、PISG）が設立された。コソボでは2001年に全域的な総選挙が行われた（自治体の議会選挙は前年に行われている）。UNMIKは、多民族混成による専業の警察機構（コソボ警察）を設立した。

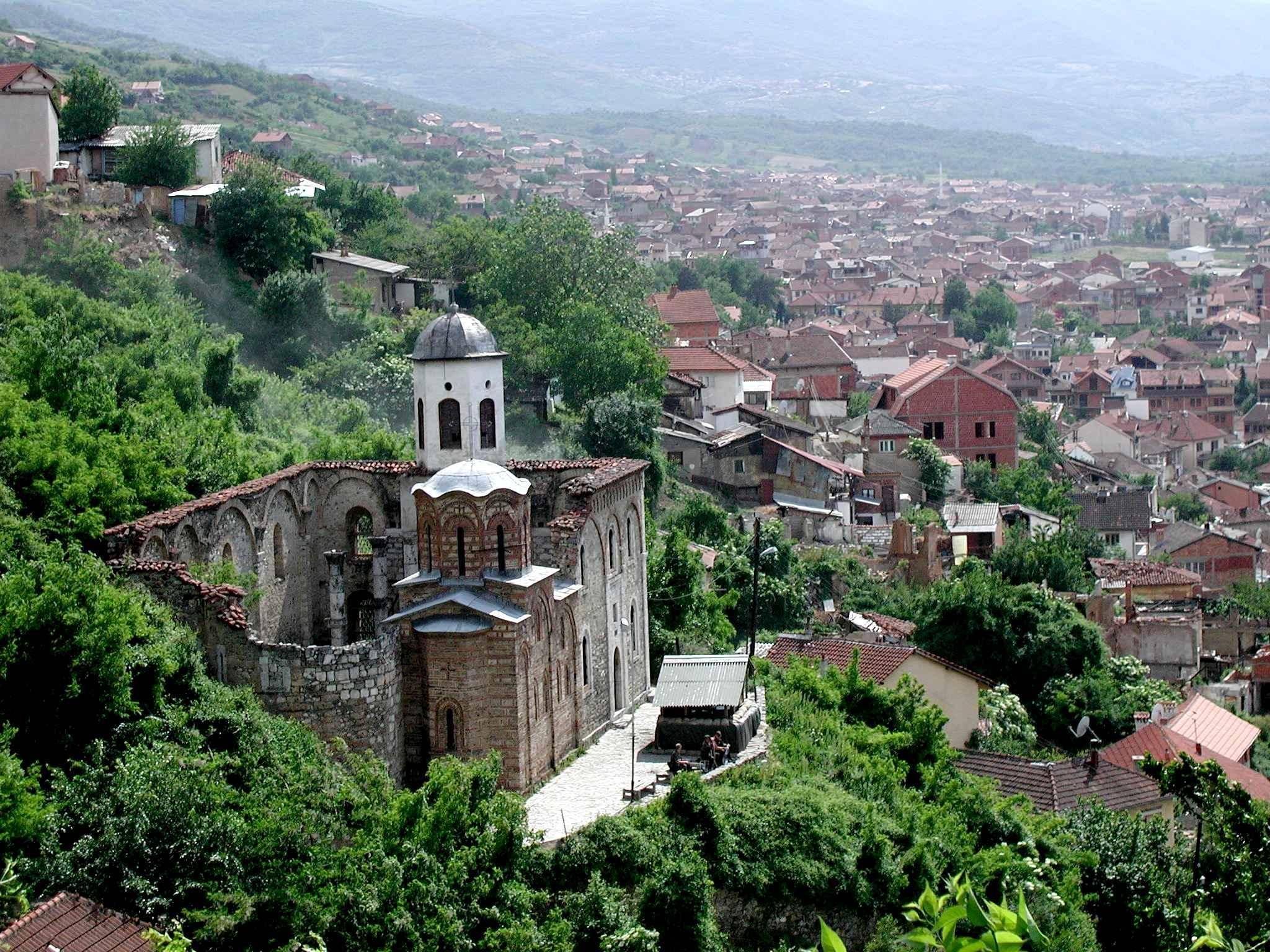
2004年のコソボ暴動で破壊されたプリズレンのセルビア正教会・聖救世主聖堂。

2004年、コソボ紛争以降で最悪の民族間衝突が発生した。このコソボ暴動は、民族間対立に関する小さな出来事が重なって引き起こされたもので、やがて全域的な大規模暴動へと発展した。アルバニア人の群集は多くのセルビア人の家屋や、セルビア正教会の施設（聖堂や修道院など）、国連機関の設備を破壊した。コソボ警察はこの暴動に関する特別捜査チームを設立し、この暴動に関する犯罪として2006年末までに326件が市や郡の検察によって立件され、200件が起訴され、134が有罪となり、8件は無罪、28件が棄却、30件が進行中である。慎重を要する案件については、多国籍の検事や判事が担当した。

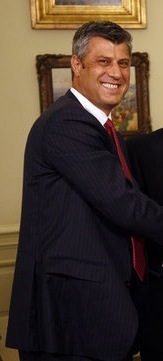
コソボの一方的独立宣言を推し進めた首相のハシム・サチ、かつてはコソボ解放軍の指導者であった。

2006年、決議1244に定められたコソボの最終的な地位を決定するコソボ地位プロセスが開始された。コソボに対する自国の主権は国際的に認められたものであるとするセルビアに対し、コソボの人口の大部分はコソボの独立を望んでいた。国際連合が支援する両者間の交渉は、国際連合特使となったマルッティ・アハティサーリの主導の下、2006年2月に開始された。技術的問題に関する進展はあったものの、コソボの地位に関する両者の主張は正反対のまま平行線をたどった。2007年2月、アハティサーリは問題解決の草案を作成し、双方の代表者に提案した。草案では、コソボへの国際的な監視の下、事実上独立を認める内容であった。2007年7月の時点で、草案はアメリカ合衆国、イギリスやその他の国際連合安全保障理事会（安保理）のヨーロッパの理事国からの支持を得ており、その後、このような提案は主権を侵害するものであるとのロシアの懸念に対応するために4度にわたって修正が加えられた。ロシアは国連安保理の5つの常任理事国の一つとして拒否権を持っており、同国はセルビアとコソボの双方が受け入れ可能ではない案は支持しないとした。コソボ地位プロセスでコソボの地位に関する交渉が失敗に終わった後、2008年2月17日、コソボ議会は独立を決議し、コソボは一方的にセルビアからの独立を宣言した。